# 邱茂男
邱茂男（1942年9月29日—），中華民國政治人物，生於臺灣屏東縣，民主進步黨籍，曾任臺灣省議員、屏東縣議員。為現任立委邱議瑩之父。

## 經歷
邱茂男為國民黨員地方派系人物，父親邱慶德為屏東國民黨地方派系林派重要班底，曾任三屆屏東市民代表會主席和兩屆屏東市長。
邱茂男自屏東高工畢業，於1967年開始獲國民黨提名參與地方選舉，當選第七第八屆屏東縣議員。惟在第八屆任內爭取副議長失利，以及1977年時爭取國民黨屏東市長未獲提名，脫黨參選又未當選等事，因此開始積極參與黨外運動，至於成為民主進步黨創黨人之一，美麗島事件受難者，有「美麗島男子漢」之稱，則是後來的事。
之後邱茂男當選臺灣省議會（第九、十屆）議員、臺灣省諮議會第一屆諮議員、總統府國策顧問。原有意參選2005年屏東縣長選舉，但後來在黨主席蘇貞昌的協調下退選。

## 家世
父邱慶德曾任屏東市長和屏東市民代表會主席，女兒邱議瑩為現任區域立委，兒子邱名璋曾參選2014年屏東市長選舉但落選。

## 外部連結
- 邱茂男 - 臺灣省諮議會 （页面存档备份，存于）